# Zelena Ukrajina
Zelena Ukrajina (ukr.: Зелена Україна - Зелений Клин) je povijesno ukrajinski prostor Dalekog istoka u današnjoj Ruskoj Federaciji, danas poznatiji kao rusko-ukrajinska regija Zeleni klin, zemljopisno smještena između azijske rijeke Amura i Tihog oceana. Isti slabije naseljeni prostor Ukrajinci su masovno naseljavali krajem 19. stoljeća u sklopu ruske odnosno ukrajinske kolonizacije Dalekog istoka, a nakon Ruske revolucije 1917. ondje je formirana Ukrajinska Republika Dalekog istoka odnosno Zelena Ukrajina koja je zbog boljševičke centralizacijske politike ukinuta 1922. godine.

## Stanovništvo
Prema službenom popisu Sovjetskog Saveza iz 1926., Ukrajinci su činili 24,5 % stanovnika cijelog koloniziranog Dalekog istoka. U Zelenoj Ukrajini, Ukrajinci su uvijek činili premoćnu većinu i iste godine su imali preko 303 tisuće stanovnika. Taj je broj ukrajinskih stanovnika u sljedećem razdoblju rastao, i 1958. bio je preko 3,1 milijuna stanovnika, ali se u službenoj dokumentaciji paralelno i smanjivao zbog izražene rusifikacijske politike koju je započeo Josif Staljin. Danas u regiji neslužbeno živi nekoliko milijuna etničkih Ukrajinaca.

## Gospodarstvo
Površina Zelene Ukrajine odnosno Zelenog klina iznosi oko 1 milijun četvornih kilometara i obuhvaća teritorije današnje ruske Habarovske i Primorske regije, a veći i značajniji gradovi koji se danas nalaze u sklopu tih ruskih regija su: Habarovsk, Vladivostok, Komsomoljsk, Ussurijsk i drugi. Ista središta su ujedno imala kulturnu i političku važnost za doseljene Ukrajince. Regija danas ima značajnu gospodarsku važnost zahvaljući iskopinama zlata i drugih plemenitih metala, a ujedno je razvijena ribarska i šumarska industrija, te brodogradnja i poljoprivreda.

## Vanjske poveznice
- Ukrajinci Dalekog istoka (1883. – 1922.) ukr.
- Ukrajinci Zelene Ukrajine ukr.
- Novosti Zelenog klina rus.  Arhivirana inačica izvorne stranice od 24. veljače 2009. (Wayback Machine)